# Amiterno
Amiterno (em latim: Amiternum) é uma cidade sabina da região de Abruzos, ca. 8 km da comuna de Áquila e 135 km de Roma. Seu nome provém da derivação do nome do rio Aterno, embora a cidade estivesse originalmente localizada mais ao norte, ao sopé do Gran Sasso. Foi uma importante cidade do interior da península Itálica, principalmente por estar situada no encontro entre as vias Cecília, Cláudia Nova e dois trechos da Via Salária. Mencionada por autores clássicos como Virgílio, foi o local de nascimento do escritor e poeta Salústio.

## História
Em 293 a.C., no contexto das Guerras Samnitas, Amiterno foi conquistada pelos romanos. Tempos depois, quando os sabinos adquiriram o estatuto de pleno direito civil (plenum ius civitates), a cidade foi elevada a posição de prefeitura (praefectura) e posteriormente de município em pleno direito (municipium optimo iure), sendo incorporada a tribo quirina. Crescendo em importância, entre os séculos II a.C.-IV d.C., foi o centro administrativo da região. Durante o Império Romano e boa parte da Idade Média foi uma sé episcopal, até ser despovoada ca. 1250 quando seus habitantes mudaram-se para a recém fundada Áquila.
Dentre os restos arqueológicos encontrados em Amiterno estão um aqueduto, termas, um anfiteatro e um teatro, um fórum com uma cúria e uma basílica, templos, casa, além de uma necrópole com monumentos funerários, lajes sepulcrais com representações de gladiadores e catacumbas cristãs. Na necrópole, bem como nas residências, foram encontrados diversos artefatos dentre os quais esculturas, artigos em bronze, cerâmicas, etc. Um dos mais promissores objetos encontrados foi o Fasti Amiternini (calendário de Amiterno).

### Teatro e anfiteatro
O teatro situa-se nas proximidades da cidade de São Vitorino. A estrutura remonta a reinado de Augusto, como mostrado pelos revestimentos das paredes feitos com a técnica de construção opus reticulatum, e localiza-se no chamado altar de Saturno, a uma curta distância do centro da cidade. O cávea tem um diâmetro de 54 metros e foi originalmente construído em dois níveis com um procíncio (procintium), ou seja, corredor semicircular intermediário que divide-o em cávea inferior e cávea média; o primeiro possuía 18 fileiras divididas em seções por três escadarias radiais. O cenário (scaena) compunha-se de dois segmentos que estavam separados da orquestra (orchestra) por um canal com uma cortina; as duas partes da cortina permaneciam nas bordas exteriores do proscênio (proscaenium). A parede do fundo era decorada com nichos e êxedras, bem como por esculturas.
O anfiteatro localizava-se fora da cidade e foi datado de ca. 100 d.C., sendo desse modo mais recente que o teatro; adjacente a ele foi identificado uma casa, um templo e um trecho da via Cecília. Restos de dois corredores circum-ambientes com 48 arcos cada revelaram que a estrutura possuía um perímetro elíptico. A arena era acessada através da Porta triunfal, as entradas do eixo principal, que ligavam-se com um corredor circular interno; deste corredor restam alguns pilares. Alguns dos degraus que davam acesso ao cávea ainda são visíveis.

## Galeria

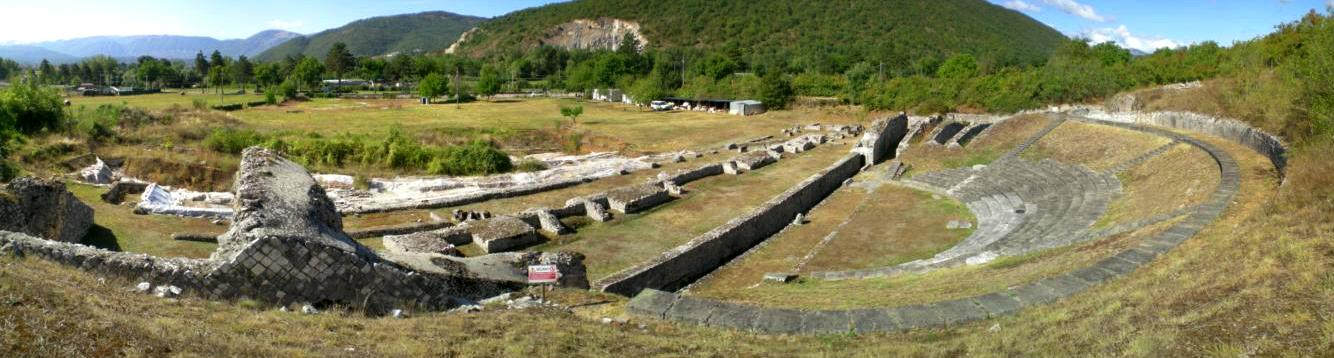
Teatro de Amiterno.

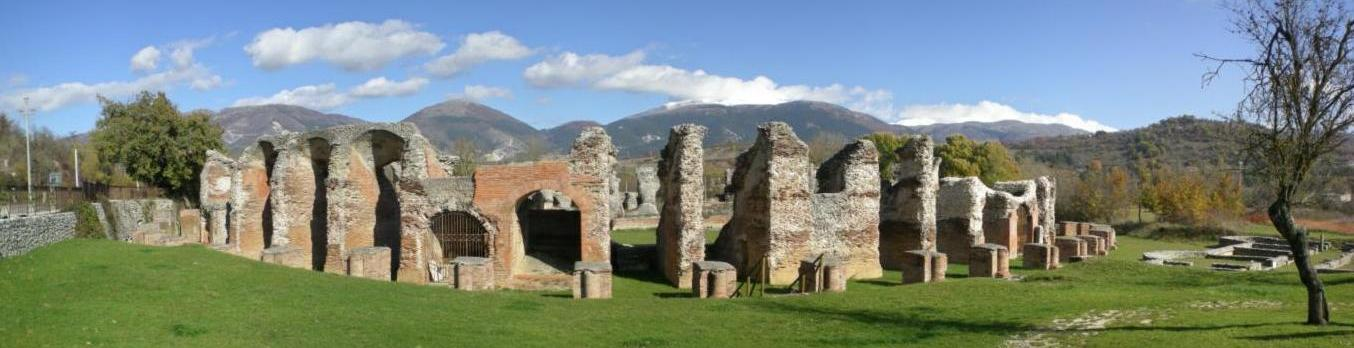
Anfiteatro de Amiterno.